# Zwangsvereinigung von SPD und KPD zur SED

Das Logo der SED: Der Händedruck sollte die Einheit der Arbeiterbewegung und die Überwindung der Spaltung symbolisieren.

Die Vereinigung von KPD und SPD zur Sozialistischen Einheitspartei Deutschlands (SED) im Jahr 1946 in der Sowjetischen Besatzungszone und der Viersektorenstadt Berlin wird auch als Zwangsvereinigung bezeichnet, weil sie unter massivem Druck der sowjetischen Besatzungsbehörden zustande kam. Im Rahmen dieser Vereinigung wurden Sozialdemokraten, die sich widersetzten, in Lagern und Zuchthäusern inhaftiert oder sonstigem physischen oder psychischen Druck ausgesetzt.

## Begriff
Eine Zwangsvereinigung ist eine Vereinigung von souveränen Körperschaften (wie Staaten, Parteien, Kirchen und anderer Institutionen) gegen den Willen des Großteils der Mitglieder zumindest einer dieser Körperschaften.
Der Begriff Zwangsvereinigung der Kommunistischen und der Sozialdemokratischen Partei wurde 1946 von Gustav Dahrendorf geprägt.
In der offiziellen DDR-Geschichtsschreibung wurde behauptet, dass es sich bei der SED-Gründung um einen „freiwilligen Zusammenschluss“ gehandelt habe, und die „Legende von der Zwangsvereinigung“ zurückgewiesen. Der „Einheitsdrang der Mitgliedermassen“ werde dabei nicht zur Kenntnis genommen.
Auch westdeutsche Historiker haben den Begriff „Zwangsvereinigung“ als zu einseitig abgelehnt. Christoph Kleßmann schrieb 1982:

„Dennoch läßt sich die am 21./22. April 1946 durchgeführte Fusion der KPD und SPD in der Ostzone nicht einfach als ‚Zwangsfusion‘ klassifizieren. Die Elemente des Zwangs waren gravierend und reichten von indirektem Druck durch die SMAD, Verbot von Versammlungen, gezielter Unterstützung der Einheitsbefürworter bis zur massiven Einschüchterung und Verhaftung von Einheitsgegnern. Daneben aber existierte nach wie vor eine breite Einheitsströmung besonders in den Betrieben, so daß dem fusionsunwilligen ZA schließlich die Kontrolle zu entgleiten und er in die Isolierung zu geraten drohte.“

Siegfried Suckut resümierte in seinem Band „Parteien in der SBZ/DDR 1945–1952“ die westdeutsche Forschung bis 1990:

„Fast alle [westdeutschen] Autoren gingen davon aus, daß es sowohl Formen massiven Zwanges, insbesondere durch die Besatzungsmacht, als auch freiwillige Bereitschaft unter den Sozialdemokraten im Osten gegeben habe. Viele sprachen aufgrund dieses Befundes von ‚Zwangsvereinigung‘, um deutlich zu machen, daß der Druck der Siegermacht das Entscheidende war, die Gründung der SED zu erreichen. Andere verwendeten den Terminus nicht, da er nicht die gesamte Motivationsbreite unter den Mitgliedern der SPD in der SBZ abdeckte, stimmten gleichwohl dieser Gewichtung zu.“

Für Günther Heydemann schrieb in einem 2003 erschienenen Buch, die Kontroverse sei noch nicht zu Ende:

„Die Frage jedoch, ob und inwieweit es sich zwischen KPD und SPD um eine ‚Zwangsvereinigung‘ oder um einen freiwilligen Zusammenschluss – oder beides zusammen – handelte, ist bis heute umstritten geblieben. […] Insgesamt dürfte als gesichert gelten, dass der Begriff „Zwangsvereinigung“ dem historischen Tatbestand nicht völlig gerecht wird. Zweifellos schwand die sozialdemokratische Zustimmung auf der Ebene des Zentralausschusses und in einem Teil der Landesvorstände zunehmend, auf der lokalen und kommunalen Ebene und nicht zuletzt in vielen Betrieben blieb sie jedoch teilweise erhalten. Hier wurde die Vereinigung bisweilen sogar vorweggenommen, was einen nicht zu unterschätzenden Konformitätsdruck erzeugte.“

Heinrich August Winkler schrieb 2002, „daß der Begriff ‚Zwangsvereinigung‘ der Wahrheit nahekommt“. Auch Hermann Weber schrieb 2006:

„Bei einer generellen Beurteilung ist »Zwangsvereinigung« der richtige Begriff. Er macht klar, dass es für die Sozialdemokraten in der SBZ damals keine Alternative gab. Sie befanden sich in einer Zwangssituation, denn unter sowjetischer Besatzung hatten sie keine freie Entscheidung darüber, ob sie dort die SPD fortführen wollten oder nicht.“

Ilko-Sascha Kowalczuk schrieb in einem 2009 veröffentlichten Buch, die Vereinigung sei letztlich nur durch den Druck zustande gekommen, den die sowjetische Besatzungsmacht auf führende Sozialdemokraten ausübte.
Helga Grebing, Mitglied der Historischen Kommission beim SPD-Parteivorstand, schrieb 2007, dass der „Begriff Zwangsvereinigung […] in der Tat die Komplexität der Vorgänge, die die Einheitspartei hervorbrachten, nicht“ treffe. Nötig sei ihrer Meinung nach stattdessen eine konkrete Beschreibung dieser Vorgänge. 
Zur Beschreibung dieser Vorgänge liegen seit der Öffnung russischer Archive eine Reihe von Monographien vor. Diese kommen übereinstimmend zu dem Schluss, dass bei der Vereinigung der beiden Parteien weder eine demokratische Willensbildung vorlag noch genuin deutsche Interessen im Mittelpunkt standen.

„Die politischen Weichen für das Ende der Sozialdemokratie im Osten Deutschlands wurden im Januar 1946 in Moskau gestellt.“

## Vorgeschichte
In den Kreisen der Arbeiterparteien SPD und KPD bestanden verschiedene Deutungen der Gründe für den Aufstieg der Nationalsozialisten und deren Wahlerfolge. Während ein Teil der Sozialdemokraten an die verheerende Rolle der Kommunisten in der Endphase der Weimarer Republik dachten, als die KPD die Sozialdemokraten als „Sozialfaschisten“ beschimpfte, glaubten andere, die Machtübernahme der Nationalsozialisten sei durch die Spaltung der Arbeiterbewegung in SPD und KPD infolge des Ersten Weltkrieges ermöglicht worden.
1945 gab es sowohl in der SPD als auch in der KPD bzw. unter ihren Anhängern Forderungen nach einer vereinigten Arbeiterpartei. Durch Kooperationen, Diskussionen sowie die Verbreitung gemeinsamer politischer Vorstellungen sollte eine Fusion vorbereitet werden. Die Sowjetische Militäradministration (SMAD) war zunächst dagegen, weil sie davon ausging, dass sich die KPD unter ihrer Anleitung zur stärksten politischen Kraft in der sowjetischen Besatzungszone entwickeln würde. Das Ziel war die Übertragung des Herrschafts- und Gesellschaftssystems der Sowjetunion auf Deutschland. Auch die Leitung der KPD war anfangs dagegen.

Die New York Times berichtete am 3. Juli 1945, dass Walter Ulbricht eine zukünftige Vereinigung von KPD und SPD ansprach.

Im Laufe des Jahres 1945 sorgten die Repressalien der SMAD dafür, dass die Sozialdemokraten der Vereinigung ablehnender gegenüberstanden. Der Ausgang der Wahlen im November 1945 in Ungarn und in Österreich und hier besonders das dürftige Abschneiden der Kommunistischen Parteien (in Ungarn 17 % und in Österreich 5,4 %) veranlasste die KPD ab November 1945 zu einem raschen Strategiewechsel. Sowohl Stalin als auch Ulbricht erkannten die „Gefahr Österreich“ und leiteten noch im November 1945 eine forcierte Einheitskampagne ein, die den Führungsanspruch der KPD sichern sollte.

„In dieser Situation ging die KPD ab November 1945 dazu über, eine Entscheidung für die Einheitspartei zu erzwingen, indem sie sich massiv in die Auseinandersetzungen innerhalb der sozialdemokratischen Vorstände aller Ebenen einschaltete.“

Seitdem waren es vorwiegend die Kommunisten, die auf eine schnelle Vereinigung drängten.

## Vorbereitung der Vereinigung
Unter dem erheblichen Druck der sowjetischen Besatzungsmacht und der KPD-Führung, sowie mit der Unterstützung einiger führender Sozialdemokraten, wurden auf allen Ebenen der beiden Parteien Arbeitsgemeinschaften und Ausschüsse gebildet, deren erklärtes Ziel die organisatorische Vereinigung war. Anfang 1946 wurden in allen Ländern der sowjetischen Besatzungszone (SBZ) viele einheitsunwillige Sozialdemokraten verhaftet. Sozialdemokraten, die sich der Vereinigung widersetzten, wurden erpresst und bedroht. Gegenüber dem Leiter der politischen Abteilung der britischen Militärregierung, Christopher Steel, äußerte sich Otto Grotewohl Anfang Februar 1946, die Sozialdemokraten „würden von russischen Bajonetten gekitzelt, ihre Organisation in den Ländern sei vollkommen unterwandert. Männer, die ihm noch vor vier Tagen versichert hätten, sie seien entschlossen, Widerstand zu leisten, flehten ihn nun an, die Sache hinter sich zu bringen“. Der SPD-Vorsitzende Erich Ollenhauer schätzte 1961, dass „in der Zeit von Dezember 1945 bis April 1946 mindestens 20.000 Sozialdemokraten gemaßregelt, für kürzere oder auch für sehr lange Zeit inhaftiert, ja sogar getötet“ wurden. Auch wenn diese Schätzung möglicherweise übertrieben sei, weil Berichte über solche Verhaftungen von geflohenen SPD-Mitgliedern oder in den ostdeutschen Archiven der SPD selten seien, hält der britische Historiker Gareth Pritchard die Furcht vor Inhaftierung für weit verbreitet. Hunderte, wenn nicht tausende Sozialdemokraten seien während der Vereinigungskampagne aus Furcht um ihre Sicherheit in den Westen geflohen, was zur Schwächung des Widerstands der SPD gegen die Vereinigung mit der KPD beigetragen habe.

## Vereinigungsparteitag

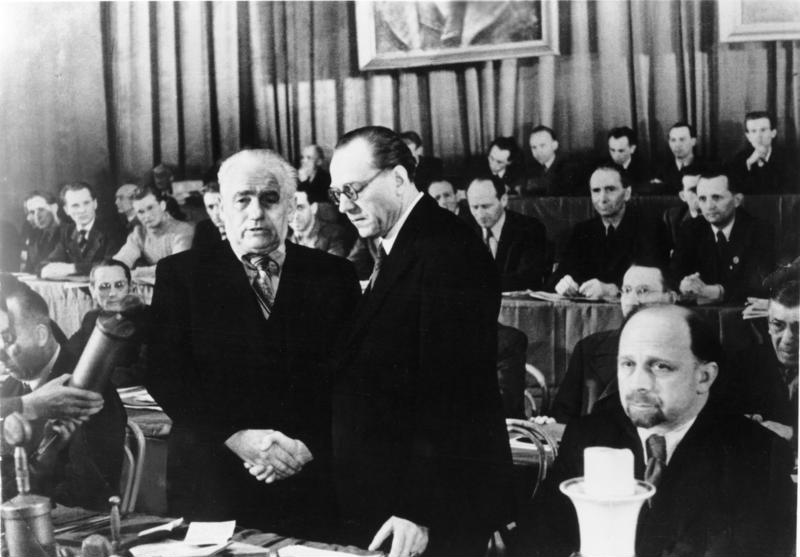
Vereinigungsparteitag der KPD und der SPD zur SED, Händedruck zwischen Wilhelm Pieck und Otto Grotewohl, 1. Reihe, 1. v. r.: Walter Ulbricht, 3. Reihe, 2. v. l.: Erich Honecker

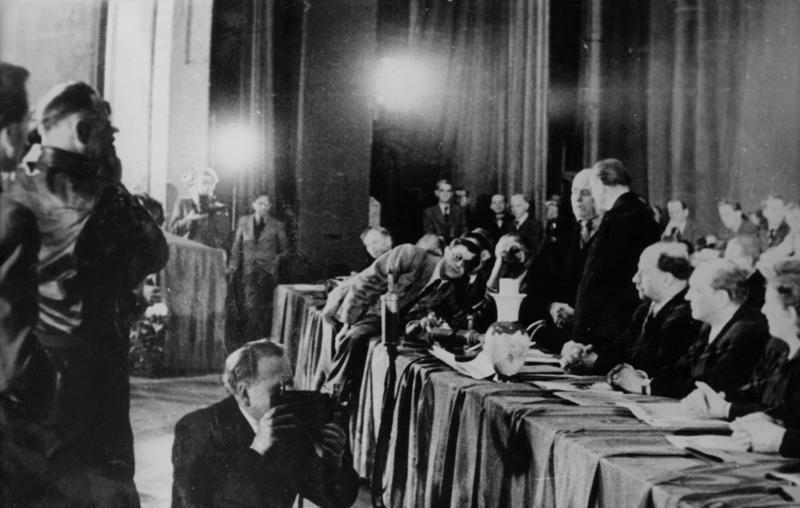
Der symbolische Händedruck zwischen KPD und SPD wird in Szene gesetzt. Mit am Tisch neben Ulbricht (2. v. r.): Erich Gniffke.

Am 7. April 1946 konstituierten sich die sozialdemokratischen Vereinigungsgegner der Westsektoren in der Zehlendorfer Zinnowwaldschule auf einem SPD-Landesparteitag neu, woraufhin Karl Germer, Franz Neumann und Curt Swolinzky Vorsitzende wurden. Gleichfalls mit diesem Datum verband sich der Beschluss zur Vereinigung auf gemeinsamen Parteitagen der Länder und Provinzen der Sowjetischen Besatzungszone. Am 19./20. April beschlossen in Berlin der 15. KPD- sowie der 40. SPD-Parteitag die Gründung der Sozialistischen Einheitspartei Deutschlands.
Am 21. und 22. April 1946 fand im Admiralspalast im sowjetisch besetzten Sektor von Berlin der Vereinigungskongress von SPD und KPD für die gesamte Sowjetische Besatzungszone statt. Dort wurde am 22. April sodann die Vereinigung zur SED vollzogen. Die über 1000 Delegierten wurden zu 47 Prozent von der KPD und zu 53 Prozent von der SPD benannt. 230 Delegierte kamen aus den Westzonen. Allerdings hatten 103 Delegierte der SPD aus den Westzonen kein demokratisches Mandat. Die vorangegangenen Abstimmungen hatten in der SPD der Westzonen überall eine breite Ablehnung der Vereinigung ergeben.
Der Parteitag beschloss einstimmig die Vereinigung. Die neue Partei wurde danach auf allen Ebenen paritätisch von zwei Repräsentanten geleitet. Ihre Vorsitzenden waren Wilhelm Pieck (KPD) und Otto Grotewohl (SPD), die Stellvertreter Walter Ulbricht und Max Fechner. Der Händedruck der beiden Vorsitzenden des Parteitags bildete in stilisierter Form das Logo der SED. In der Folgezeit des Vereinigungsparteitages konnten die einzelnen Parteimitglieder von SPD und KPD durch Unterschrift ihren Übertritt zur SED erklären.
Während es anfangs noch weitgehend Gleichberechtigung zwischen den beiden Parteihälften gab, spielten die Sozialdemokraten schon ab 1949 kaum noch eine Rolle, die paritätische Besetzung von Gremien wurde abgeschafft und die meisten einflussreichen Posten in der Partei und Mandate durch ehemalige KPD-Mitglieder besetzt. Vor allem zwischen 1948 und 1951 kam es zu Säuberungen und zu Inhaftierungen von selbstbewussten Sozialdemokraten.

## Sonderfall Berlin

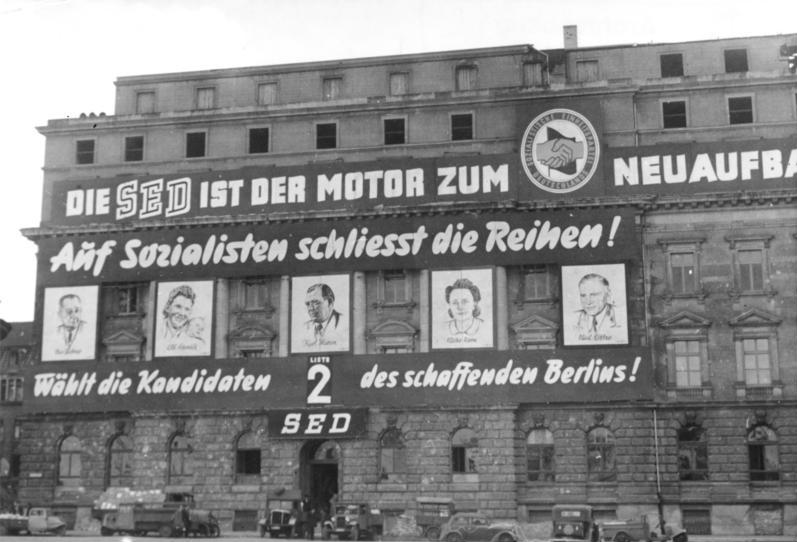
Parteihaus der SED in der Behrenstraße (Oktober 1946)

Durch das Viermächte-Besatzungsrecht hatte die Viersektorenstadt Berlin gegenüber der sie umgebenden Sowjetischen Besatzungszone einen Sonderstatus. Hier formierte sich ein Kreis von Funktionären, die sich dem Vorgehen von Zentralausschuss und Bezirksvorstand widersetzten. Auf der am 1. März 1946 abgehaltenen Funktionärskonferenz der Berliner SPD im Admiralspalast gelang es dem Vorsitzenden der Reinickendorfer SPD, Franz Neumann, einen Antrag einzubringen, wonach die Parteimitglieder in einer Urabstimmung über den sofortigen Zusammenschluss bzw. ein Bündnis zwischen SPD und KPD entscheiden sollten. Als Termin wurde der 31. März festgelegt.
Anfänglich stand sogar der amerikanische Militärgouverneur Lucius D. Clay der Abstimmung ablehnend gegenüber und erhoffte sich eine Einigung im Alliierten Kontrollrat. Der Zentralausschuss ging gegen innerparteiliche Kritiker mit Parteiausschlüssen vor und versuchte, die Urabstimmung in seinem Sinne zu beeinflussen. Am 27. März erklärte der Zentralausschuss die Abstimmung mit Verweis auf den im April anberaumten Vereinigungsparteitag für überflüssig, aber die versammelten Kreisvorsitzenden und Bezirksdelegierten beschlossen noch am selben Tag die ordnungsgemäße Durchführung. Da die sowjetische Besatzungsmacht die Abstimmung nicht genehmigt hatte und Zuwiderhandlungen unterband, konnte die Urabstimmung nur in den Westsektoren Berlins stattfinden. Hier gab es bei 32.547 wahlberechtigten Mitgliedern eine Wahlbeteiligung von 72,9 % (23.755). Dabei sprachen sich 19.529 Mitglieder (82 %) gegen einen sofortigen Zusammenschluss der beiden Arbeiterparteien aus, während 14.663 (62 %) gegenüber 5559 ein Bündnis beider Parteien befürworteten.
Die KPD-Führung versuchte, das Abstimmungsergebnis als Niederlage der Vereinigungsgegner darzustellen. Das Sekretariat des ZK lancierte die Schlagzeile: „Selbst in den Westbezirken Berlins nur eine Minderheit der SPD-Mitglieder gegen die sofortige Vereinigung. Nur 5559 Stimmen für die Schumacher-Fraktion.“ Indem die sowjetische Militäradministration auch die Mitglieder des Ostsektors einbezog, die gar nicht hatten abstimmen dürfen, kam sie auf 29,5 % erklärte Gegner. Einheitsgegner hingegen setzten verringerte Gesamtmitgliedszahlen für die Westsektoren an und kamen dadurch auf 58,8 % erklärte Gegner.
Die oppositionellen Kräfte entschieden sich zum Bruch mit dem Zentralausschuss. Am 7. April 1946 konstituierte sich auf einem Bezirksparteitag in der Zinnowaldschule in Zehlendorf ein unabhängiger Berliner Landesverband der SPD, dem sich alle Kreisorganisationen Westberlins anschlossen. Am 13. April beschloss der nunmehr ausschließlich mit Befürwortern einer Vereinigung besetzte Bezirksparteitag der SPD die Eingliederung in die neue Einheitspartei. Am 14. April 1946 fand der Vereinigungsparteitag der Berliner SPD und KPD statt. Am 28. Mai 1946 einigten sich die Alliierten darauf, dass die SED in den Westsektoren, die SPD umgekehrt aber auch im Ostsektor zugelassen würde. Die SPD behielt daher auch in den östlichen Parteibezirken eine Organisationsstruktur.
Das bedeutete aber nicht, dass die SPD im Ostsektor ungehindert politisch aktiv sein konnte. Bei der Wahl der Stadtverordnetenversammlung von Groß-Berlin im Oktober 1946, bei der neben der SED auch die SPD antrat, errang die SPD bei einer Wahlbeteiligung von 92,3 % aller Wahlberechtigten einen Stimmenanteil von 48,7 % gegenüber der SED mit 19,8 %, die CDU errang als Mitbewerber 22,2 % und die LDP 9,3 %. Dies war die einzige freie Wahl in Gesamtberlin, weitere Wahlen fanden nicht mehr statt. Die Sowjetunion beziehungsweise die SED betrieben nunmehr die Spaltung der Stadt durch Nichtanerkennung des gewählten Oberbürgermeisters Ernst Reuter seitens des sowjetischen Stadtkommandanten, die Sprengung der Stadtverordnetenversammlung durch organisierte Randalierer (von der SED als „Volksmassen“ bezeichnet), den Auszug des sowjetischen Stadtkommandanten aus der Alliierten Kommandantur und die Blockade der Westsektoren Berlins.
Die SPD existierte auch im Ostsektor weiter, wurde aber durch die „Nationale Front des demokratischen Deutschland“ an der Beteiligung bei den Wahlen gehindert, die Öffentlichkeitsarbeit wurde unterdrückt. Die Mitglieder beteiligten sich jedoch weiter an der Arbeit der Landespartei. So wurde z. B. der Friedrichshainer Kreisvorsitzende Kurt Neubauer 1952 zum Mitglied des Deutschen Bundestages gewählt, einem von zweien mit Wohnsitz im sowjetischen Machtbereich. Wenige Tage nach dem Mauerbau 1961 schloss die Partei ihre Büros in Ost-Berlin, ohne aber ihren Anspruch dort aufzugeben.
Die SED spielte in den Westsektoren bis zur Vereinigung 1990 zuerst als SED, später als SED-W und dann als SEW eine nur marginale Rolle. Ihre Einflussnahme auf die 68er-Bewegung blieb ohne nachhaltigen Erfolg.

## Das Beispiel Thüringen
Im Gegensatz zu Berlin, wo Abstimmungsergebnisse eine mehrheitliche Ablehnung der Vereinigung dokumentieren, kam der Historiker Steffen Kachel in einer Lokalstudie am Beispiel Thüringen zu anderen Ergebnissen. In Berlin, wo die SPD bereits zu Weimarer Zeiten in der Preußischen Regierung vertreten und die KPD im Landtag in der Opposition aktiv war, existierte ein scharfes Konkurrenzverhältnis beider Parteien. In Thüringen jedoch dominierte Kooperation, es gab mehrfach Anläufe für gemeinsame Regierungsbildungen, wobei 1923 auch kurzfristig eine Koalition zustande kam. Diese Kooperationsbereitschaft habe sich im antifaschistischen Widerstand und auch nach 1945 fortgesetzt und sei erst durch die Stalinisierung der SED 1948 gebrochen worden. Ein Vordenker einer Vereinigung in Thüringen war Hermann Brill. Er floh jedoch schon kurz nach der sowjetischen Besetzung aus Thüringen.

## Mitgliederzahlen der Parteien

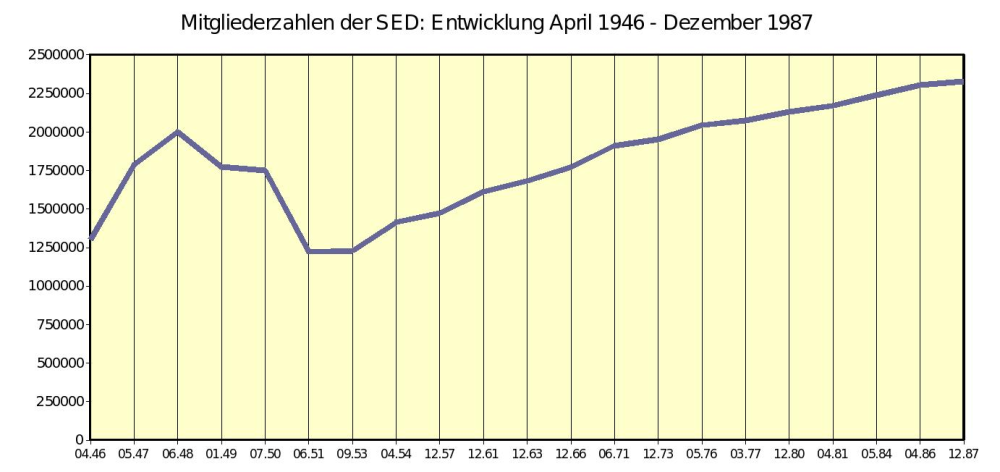
Entwicklung der Mitgliederzahlen der SED ab April 1946

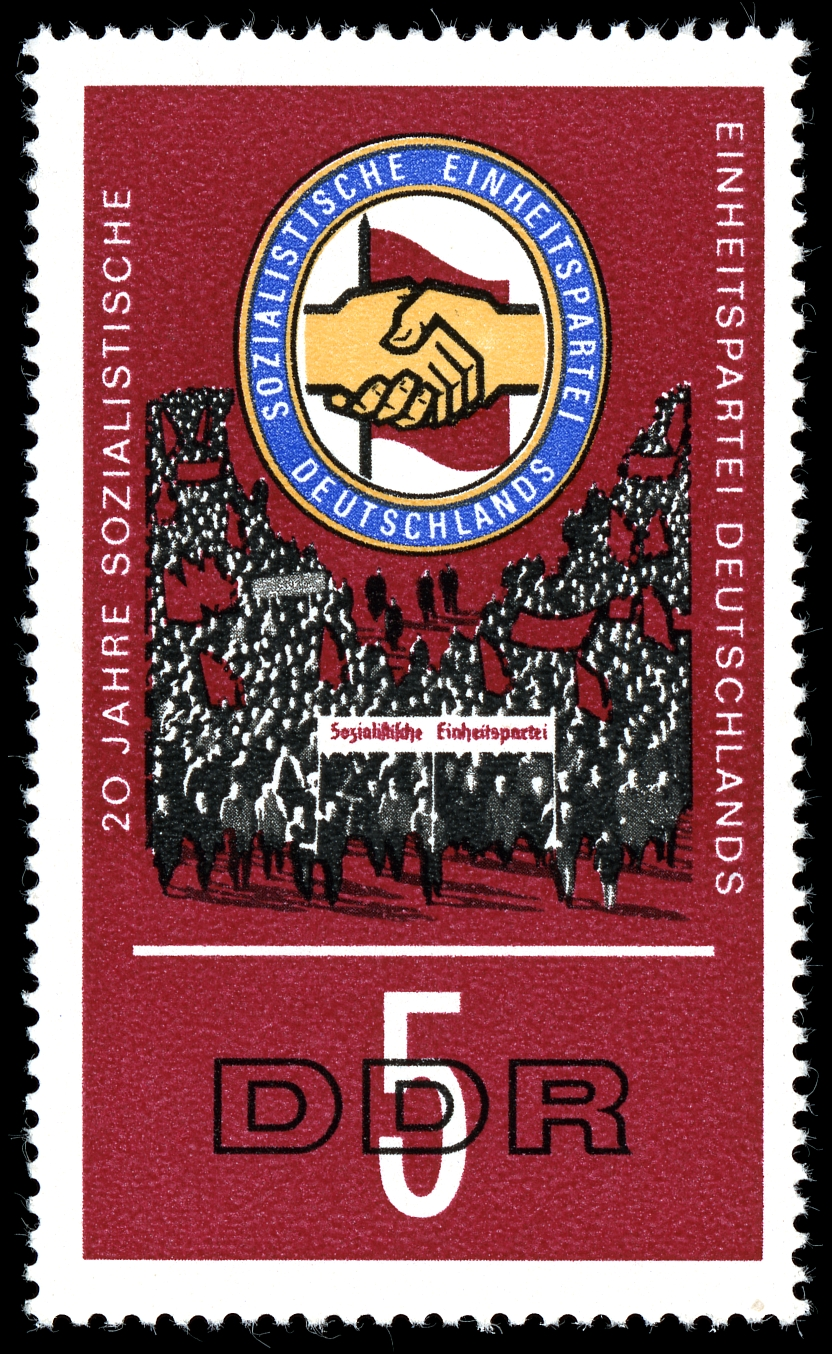
Demonstration für die Vereinigung von KPD und SPD auf einer DDR-Briefmarke von 1966 zum 20. Jahrestag der SED-Gründung

In der SBZ (zuzüglich Groß-Berlin) hatten die beteiligten Parteien folgende Mitgliederzahlen:
- KPD, im April 1946: 624.000 Mitglieder
- SPD, 31. März 1946: 695.400 Mitglieder
- SED, im April 1946: 1.297.600 Mitglieder

Der Umstand, dass die SED nach der Vereinigung weniger Mitglieder aufwies als SPD und KPD in Summe, wird damit begründet, dass „eine große Zahl von Sozialdemokraten, mehrere Zehntausend, […] sich erst gar nicht in der Einheitspartei registrieren ließen“.
Unter den SPD-Genossen war die Ablehnung der Fusion am stärksten in Groß-Berlin. Dort trat ein bedeutender Teil der Mitglieder nicht zur Einheitspartei über:
- KPD Berlin, im April 1946: 75.000 Mitglieder
- SPD Berlin, 31. März 1946: 50.000 Mitglieder
- SED Berlin, im April 1946: 99.000 Mitglieder

Nach der Vereinigung stieg die Anzahl der Mitglieder der SED deutlich an.

## Folgen
Die Neugründung einer Sozialdemokratischen Partei durch Vereinigungsgegner wurde in der SBZ durch die SMAD verhindert. Bei den Landtagswahlen 1946 verfehlte die vereinigte Arbeiterpartei eindeutig ihr Wahlziel: Trotz massiver Unterstützung durch die Besatzungsmacht erzielte die SED in keinem Land die absolute Mehrheit. In Mecklenburg und in Thüringen verfehlte sie diese knapp, in Sachsen-Anhalt und in Brandenburg wären bürgerliche Koalitionen von CDU und LDP möglich gewesen. Noch enttäuschender war das Ergebnis in Groß-Berlin (siehe oben). Das Wahlsystem der späteren DDR garantierte durch Zuteilung von Mandaten für die von der SED abhängigen Organisationen auf den Einheitslisten der Nationalen Front, dass in allen Volksvertretungen Mitglieder der SED die Mehrheit der Mandate innehatten.
Die SPD-Mitglieder, die der Zwangsvereinigung kritisch gegenüberstanden, mussten ihre Ämter aufgeben. Vielfach wurden sie politisch verfolgt oder zur Flucht veranlasst. Das Ostbüro der SPD organisierte bis zur Auflösung der Außenstelle in Berlin 1981 die politische Arbeit der verfolgten und geflüchteten Parteivorstände und -mitglieder.
Erst 1989 gründete sich in der DDR wieder eine sozialdemokratische Partei, die Sozialdemokratische Partei in der DDR (SDP). Sie erzielte in den ersten freien Wahlen zur Volkskammer 1990 unter dem Namen „SPD“ 21,9 Prozent der Stimmen. Am Vorabend der deutschen Wiedervereinigung ging sie 1990 in der SPD auf.

## Die West-SPD und die Zwangsvereinigung
Die Diskussion über das Verhältnis zur KPD prägte 1945 auch in Westdeutschland die innerparteiliche Diskussion der SPD. In der zweiten Hälfte des Jahres zeigte sich eine Reihe von Sozialdemokraten dem Bestreben der KPD gegenüber aufgeschlossen, eine enge Kooperation einzugehen. In München wurde am 8. August 1945 ein Abkommen über die Aktionsgemeinschaft der SPD und KPD geschlossen, das am 21. Dezember 1945 auch von der Militärregierung bestätigt wurde. In Heidelberg strebte die KPD Ende 1945 einen gemeinsamen Arbeitsausschuss an, der die enge Kooperation beider Parteien während des Gemeindewahlkampfes organisieren und die Fusion einleiten sollte. Die Landkreisorganisationen der SPD gingen darauf ein, aber einflussreiche Sozialdemokraten wie Josef Amann warnten öffentlich vor einer „Heirat im Liebesrausch“. Um Absprachen örtlicher Parteiorganisationen zuvorzukommen, beschloss der Parteitag der SPD am 11. und 12. Mai 1946, dass „die Mitgliedschaft in der Sozialistischen Einheitspartei und die Werbung für die SED […] unvereinbar mit der Mitgliedschaft in der SPD“ seien.
Angesichts der in der SBZ stattfindenden Zwangsvereinigung von SPD und KPD entschieden sich im Winter 1945/46 die SPD-Organisationen in den anderen Besatzungszonen für ein betont eigenständiges Auftreten. So verabschiedete beispielsweise der Landesvorstand der hessischen SPD am 30. Dezember 1945 eine Entschließung, nach der die SPD mit einer eigenen Liste bei den Wahlen auftreten sollte. Auch die Parteikonferenz aller Landesvorstände der SPD der amerikanischen Zone am 6. Januar 1946 sprach sich mit 148 gegen 6 Stimmen gegen einen Zusammenschluss aus. Der Zwangscharakter der Vereinigung in der SBZ wurde von der SPD im Westen deutlich hervorgehoben und die Unterdrückung der Sozialdemokraten in der „Zone“ angeprangert. So erklärte der stellvertretende SPD-Vorsitzende Wilhelm Knothe am 21. März 1947 für seine Partei: „In der gesamten Sowjetzone wurde die Sozialdemokratie wider ihren Willen gezwungen, ihre Selbstständigkeit aufzugeben. Ein Antrag auf Neuzulassung der Sozialdemokratie in der Ostzone kann unter den gegenwärtigen Umständen kaum gestellt werden. Die SED beherrscht in der Ostzone den gesamten staatlichen und polizeilichen Apparat.“

## Weitere Zwangsvereinigungen im sowjetischen Machtbereich
In Rumänien kam es unter sowjetischer Besatzung im Februar 1948 zur Zwangsvereinigung der Rumänischen Kommunistischen Partei mit der sozialdemokratischen Partei zur Rumänischen Arbeiterpartei, die sich 1965 in Rumänische Kommunistische Partei umbenannte.
In Ungarn erfolgte die Zwangsvereinigung von Kommunistischer und Sozialdemokratischer Partei zur Partei der Ungarischen Werktätigen im Mai 1948.
In der Tschechoslowakei wurden die Sozialdemokraten der Slowakei bereits 1944 und die Tschechoslowakische Sozialdemokratie (Československá sociální demokracie) am 27. Juni 1948 mit der KSČ zwangsweise verschmolzen.
Im Dezember 1948 erfolgte in der Volksrepublik Polen auf Druck Stalins eine Zwangsvereinigung der Parteien PPR und PPS zur PZPR (dt. PVAP abgekürzt). PPS-Politiker wurden Opfer massiver politischer Säuberungen; Gegner des neuen Regimes wurden aus Partei- und Regierungsämtern gedrängt (siehe hierzu auch: Parteien in Polen).

## Gedenken
Die Deutsche Post AG brachte 2008 (im Rahmen der Sammleredition „60 Deutsche Jahre“) eine Gedenkmedaille zum Vereinigungsparteitag heraus. Die Vorderseite zieren die Porträts Wilhelm Piecks und Otto Grotewohls. Der dazugehörige Text lautet: Neubeginn und Parteieneinheit. 21. April 1946. Die FAZ kritisierte dies als historische Geschmacklosigkeit. Unter anderem die SPD Sachsen beschwerte sich bei der Deutschen Post.
Die Post nahm die Medaille kurz darauf aus dem Programm.